# Голубєва Зінаїда Сергіївна
Голубєва Зінаїда Сергіївна (нар. 8 червня 1924, с. Соколів (нині Соколове, Зміївський район, Харківська область), УРСР — 4 квітня 2011) — українська літературознавиця та критикиня, учасниця Другої світової війни. Докторка філологічних наук (1969), заслужена професорка Харківського університету.

## Життєпис
Учасниця Другої світової війни. Має бойові нагороди.
Прийшла в університет після закінчення війни, закінчила у 1951 році.
Працювала викладачкою Харківського (1954—1955) та Астраханського (РРФСР, 1955—1958) педагогічних інститутів.
З 1958 р. — у Харківському університеті: декан філологічного факультету, довголітня завідувачка кафедри історії української літератури.
Авторка монографій:
- «Український радянський роман 20-х років»,
- «Нові грані жанру», літературних портретів.

У 60-ті роки звернулася до літератури періоду «розстріляного відродження», досліджуючи заборонених раніше письменників.